# Maclennan (Nueva Zelanda)
Maclennan es un pequeño asentamiento en The Catlins, un área localizada dentro de Southland, en la Isla Sur de Nueva Zelanda. Se encuentra a 20 kilómetros al suroeste de Owaka. Desde 1915 hasta su cierre el 27 de febrero de 1971, el ramal ferroviario del Río Catlins pasaba a través de la población, manteniéndose la antigua estación aún en pie. 
- Datos: Q5988891